# Yenişarbademli
Yenişarbademli ist ein Landkreis und eine Kreisstadt in der türkischen Provinz Isparta. Der Ort liegt ca. 75 km Luftlinie (170 Straßenkilometer) östlich der Provinzhauptstadt Isparta an der Fernstraße D 695. Der Ort wurde 1954 zur Belediye (Gemeinde) erhoben.
Der kleinste Landkreis der Provinz grenzt im Norden an den Kreis Şarkikaraağaç, im Westen an die Kreise Eğirdir und Aksu. Im Süden bildet der Kreis Beyşehir der Provinz Konya die Grenze, im Westen der See Beyşehir Gölü.
Der Landkreis wurde 1990 aus dem Südteil des Kreises Şarkikaraağaç gebildet und war bis dahin ein eigener Bucak in diesem. Zur letzten Volkszählung vor der Gebietsänderung (1985) hatte der Bucak 3191 Einwohner, davon in Yenişarbademli als Bucak Merkezi 2710 Einwohner. Ende 2018 bestand der Kreis neben dieser Kreisstadt noch aus dem Dorf (Köy) Gölkonak (285 Einw.).